# 韦尔泽尼斯
韦尔泽尼斯（義大利語：Verzegnis），是意大利乌迪内省的一个市镇。总面积38.8平方公里，人口921人，人口密度23.7人/平方公里（2009年）。ISTAT代码为030132。